# ليستير تي. باركر
ليستير تي. باركر هو سياسي أمريكي، ولد في 27 مايو 1900 في سياتل في الولايات المتحدة، وتوفي في 8 أغسطس 1974 في أبردين في الولايات المتحدة. نشط حزبياً في الحزب الجمهوري. وقد انتخب عضو مجلس ولاية واشنطن ‏.